# 1834 w sztukach plastycznych

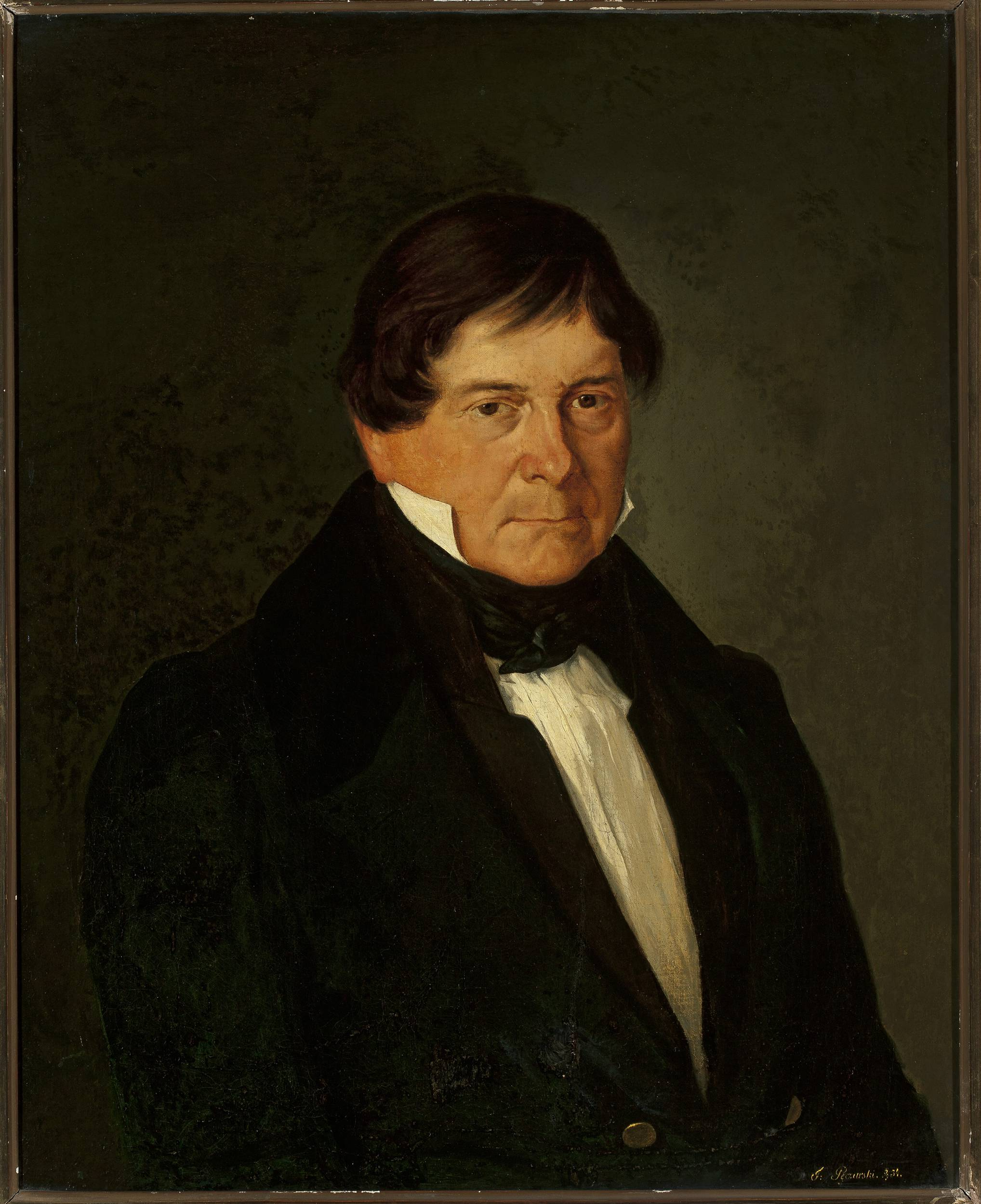
Feliks Pęczarski, Portret Ksawerego Dybowskiego, własność Muzeum Narodowego w Warszawie

Wydarzenia w sztukach plastycznych i wizualnych w 1834 roku.

## Dzieła
- Feliks Pęczarski, Portret Ksawerego Dybowskiego[1].

## Urodzeni
- 2 sierpnia – Frédéric-Auguste Bartholdi (zm. 1904), francuski rzeźbiarz